# Massacre de la Glacière
Vous lisez un « bon article » labellisé en 2008.
Pour les articles homonymes, voir Glacière (homonymie).

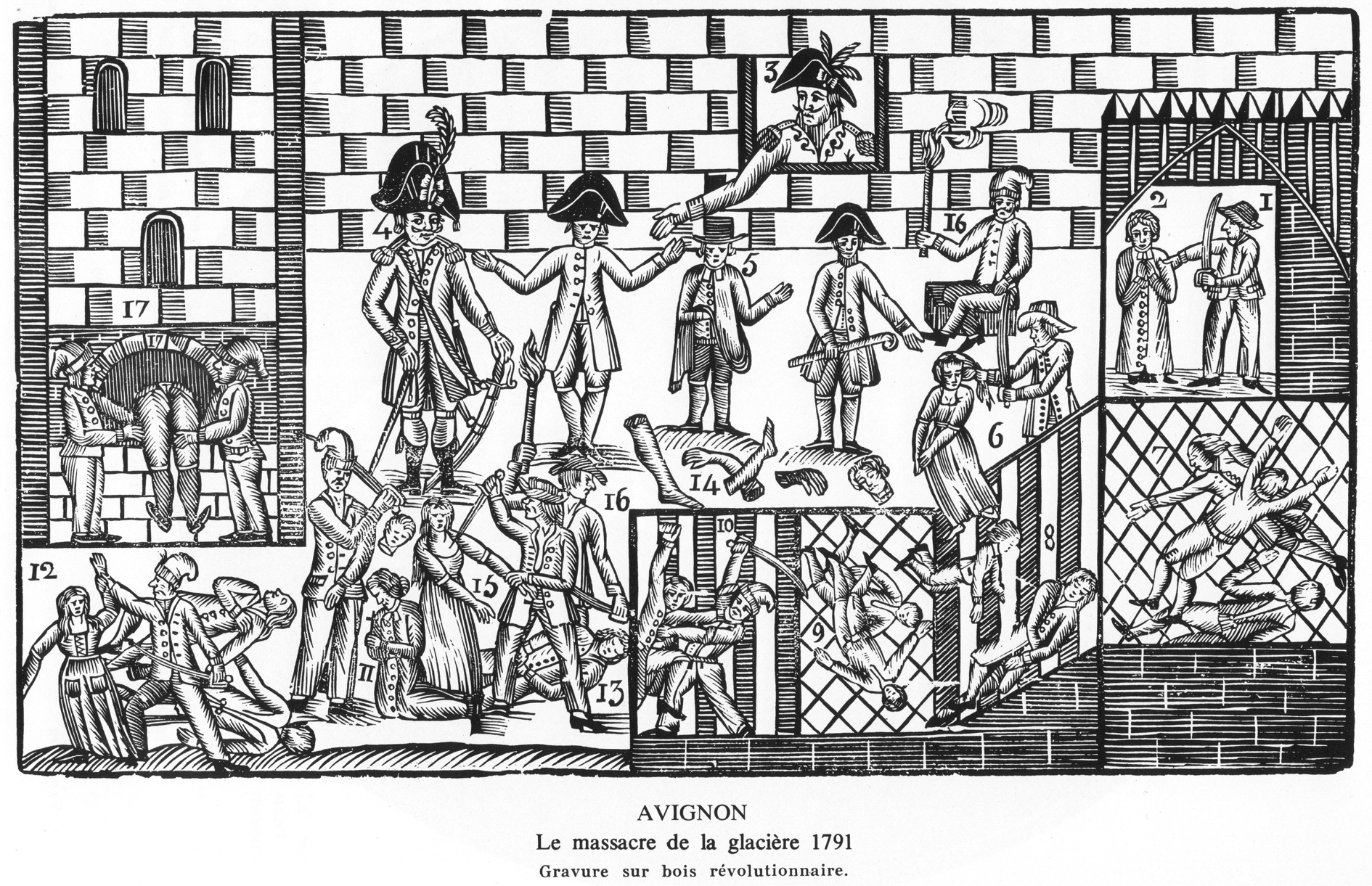
Illustration du Massacre de la Glacière, gravure sur bois de la fin du XVIIIe siècle.

Le massacre de la Glacière a eu lieu au palais des papes d'Avignon dans la nuit du 16 octobre au 17 octobre 1791. L'assassinat de Lescuyer, le secrétaire-greffier de la commune, par une foule de « papistes » en colère au couvent des Cordeliers pensant avoir été volés par les « patriotes », entraîna des arrestations de suspects douteuses, un jugement bâclé et l'exécution de la sentence par des bourreaux inexpérimentés conduits par le fils de la victime, provoquant ainsi un véritable bain de sang.
Préfiguration de ce que va être la Terreur, à partir de 1792, ce massacre ne peut lui être rattaché et doit être considéré comme le dernier épisode marquant d'une lutte entre partisans et adversaires de la réunion des États pontificaux (Avignon et le Comtat Venaissin) à la France. Il s'inscrit dans un enchaînement de rivalités entre partisans et adversaires du rattachement, de privations de la population et de violences exacerbées de part et d'autre.

## Origine du nom de la tour de la Glacière
La dénomination de la tour des Latrines date du séjour des papes. Elle se situe sur la façade est du vieux palais, du côté sud et directement accolée à la tour de Trouillas. Il y avait deux étages de latrines qui correspondaient avec les deux galeries du cloître. Leur fosse était irriguée par une récupération des eaux de pluie à partir du cloître et correspondait avec le grand égout des cuisines avant de se jeter dans la Durançole et le Rhône. Cette fosse servit de glacière au temps des vice-légats et c'est le nom de tour de la Glacière qui resta après le massacre d'octobre 1791. Au sommet de la tour se trouvait le logement du Capitaine du palais.
Plus tard, dans le tome 7 de son Dictionnaire raisonné de l'architecture française du XIe au XVIe siècle, Viollet-le-Duc nomme cette tour la tour de l’estrapade en souvenir du massacre.

## Chronologie

### Prélude

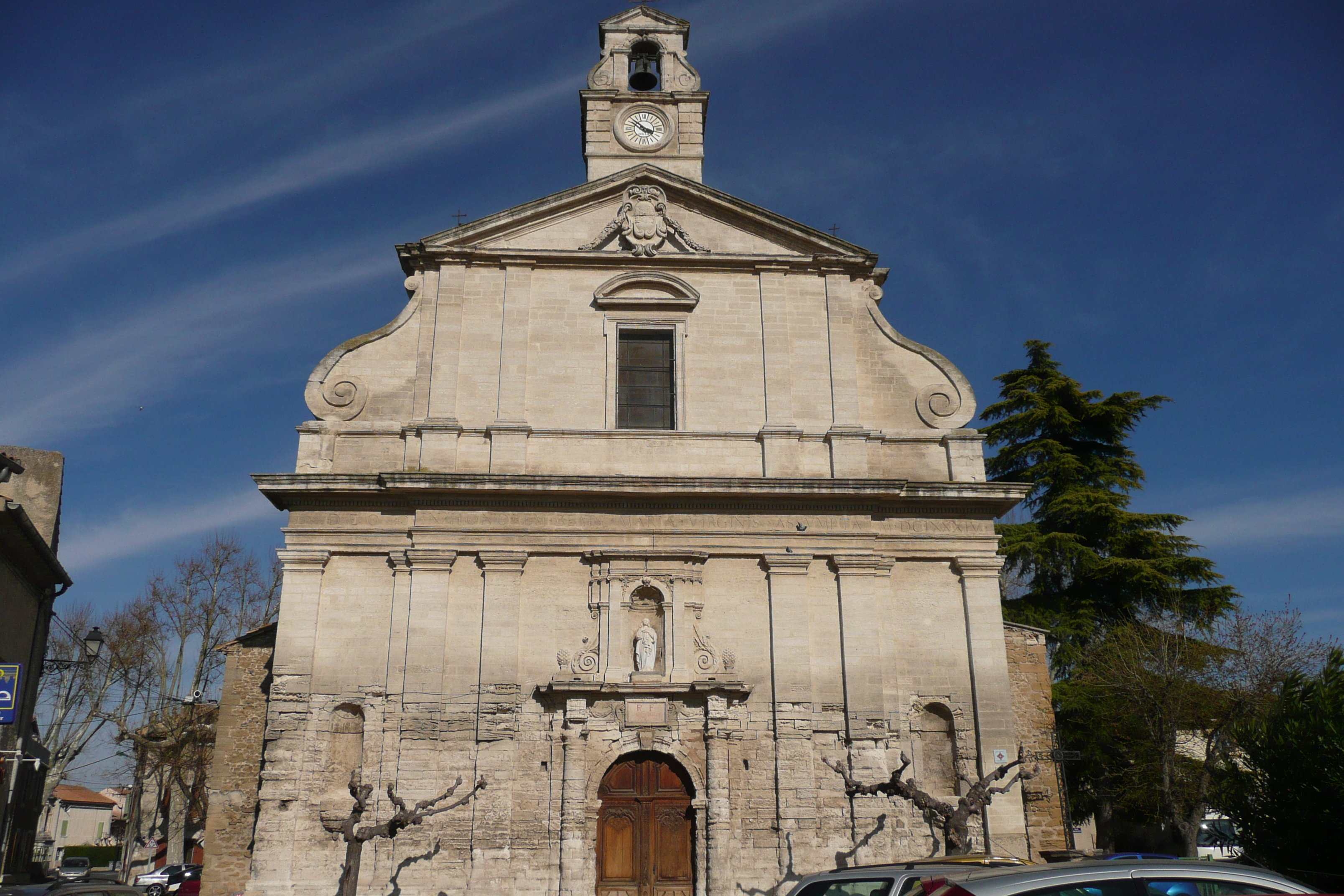
L'église Saint-Laurent de Bédarrides dans laquelle fut voté le rattachement du Comtat Venaissin et d'Avignon à la France

Les avancées et les conquêtes politiques de la Révolution, tant à Paris que dans toutes les provinces, avaient soulevé les passions à Avignon et dans le Comtat Venaissin. La cité papale, gouvernée par le vice-légat au nom de Rome, demeurait la seule enclave souveraine étrangère dans le territoire français. Les Avignonnais pro-français, travaillés en sous-main par des commissaires républicains[réf. nécessaire], avaient fait adopter la constitution française, en violation des droits souverains du Saint-Siège[réf. nécessaire], élu une nouvelle municipalité le 14 mars 1790 et, par la suite, la population avait expulsé le vice-légat Filippo Casoni le 12 juin suivant.
Une nouvelle municipalité fut élue le 23 novembre 1790 avec un négociant, Antoine-Agricol Richard, à sa tête. Elle était l'émanation du parti des « modérés » qui ne tarda pas à rejoindre le camp des « papistes ». En dépit des réticences de la représentation nationale française d'annexer Avignon et le Comtat, les « patriotes » d'Avignon et du Comtat s'étaient rassemblés à Bédarrides, le 18 août 1791 et, dans l'église Saint-Laurent, avaient voté leur rattachement à la France à une forte majorité : le décompte des mandats s'était élevé à 101 046 voix favorables sur un total de 152 919.
Cet acte est considéré comme le premier exprimant le « droit des peuples à disposer d'eux-mêmes ». Le 14 septembre, mise devant le fait accompli, la Constituante proclama que les États d'Avignon et du Comtat faisaient désormais « partie intégrante de l'Empire français ».

### Renversement de la municipalité modérée
Forts de leur succès politique à Bédarrides, les « patriotes », souvent d’anciens dirigeants de l'armée de Monteux qui, par deux fois, avaient assiégé Carpentras, la capitale du Comtat, où s'étaient massivement installés les représentants du parti « papiste », mirent en cause la municipalité d’Avignon.

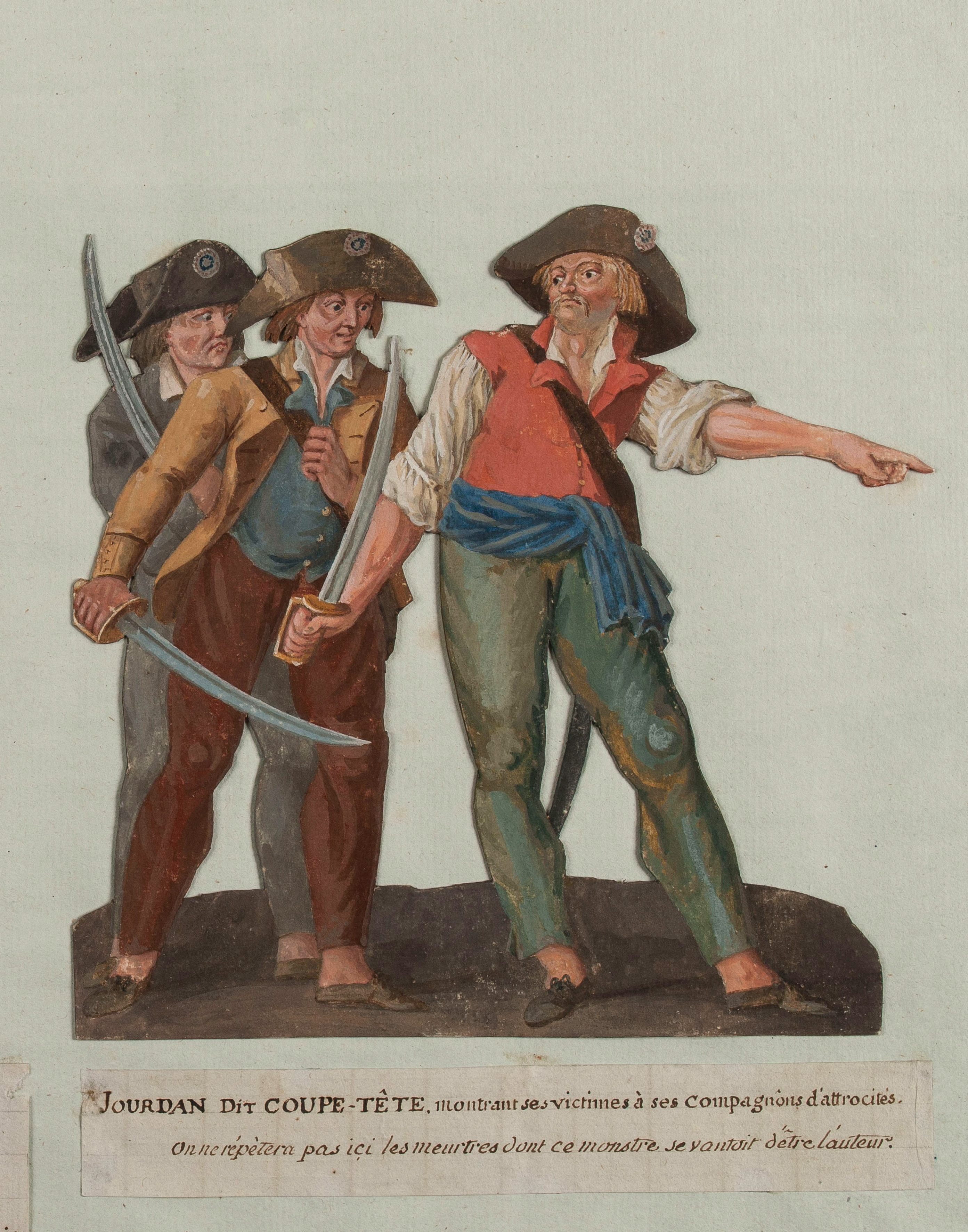
Mathieu Jouve Jourdan, dit Jourdan Coupe-Tête

Le dimanche 21 août 1791, la maison commune fut attaquée et le maire Richard évita de justesse l'incarcération en se réfugiant sur l’île de la Barthelasse, terre française au milieu du Rhône. Le colonel Duprat aîné, qui dirigeait la Garde nationale, prit possession des lieux et les mit à la disposition de ses amis politiques, les frères Agricol et Gabriel Minvielle, Nicolas Lescuyer, Escoffier, Raphaël, Agricol Moureau et Sabin Tournal.
Ce coup d’État municipal se conclut par la mise en place d'une nouvelle administration provisoire dans laquelle se retrouvaient Barbe, un ancien chanoine, Jean-Louis Bourges, un fabricant de bas, Félix Combe, un boulanger, Jacques Jullian, un charcutier, Descates aîné, qui fut remplacé par le cordier Richard, Bergin, un taffetassier qui fut nommé procureur de la commune et enfin le notaire Lescuyer, qui assuma la charge de secrétaire-greffier.
Par une décision datée du 4 septembre, les administrateurs provisoires nommèrent Mathieu Jouve Jourdan, dit Jourdan Coupe-Tête, commandant du fort, fonction qu'il occupait déjà depuis le 17 août. Ce nom lui venait du fait qu'il se vantait d'avoir coupé la tête du gouverneur de la Bastille et de bien d'autres personnes.

### Carpentras s'oppose à Avignon
La Constituante, mise devant le fait accompli par le vote massif de Bédarrides, avait pensé, dans un premier temps, regrouper dans un même département les États pontificaux d'Avignon et du Comtat Venaissin. Dans cette nouvelle entité, qui devait porter le nom de Vaucluse, Avignon aurait été le chef-lieu départemental. Ceci provoqua une levée de boucliers de la part des notables carpentrassiens qui, le 17 septembre, firent savoir qu'ils préféraient mourir que d'être assimilés à l'État d'Avignon.
La représentation nationale se vit contrainte de revoir son décret et décida, le 23 septembre, de créer deux districts, celui de Louvèze — orthographié ainsi à la place de l’Ouvèze —, dont l'ancienne capitale du Comtat devenait le chef-lieu et qui était rattaché départementalement à la Drôme, et celui de Vaucluse, intégré dans le département des Bouches-du-Rhône avec l'ancienne cité papale comme centre administratif.

### Spectre de la famine
En cette année 1791 avait sévi une grande sècheresse et les premières pluies n'avaient fait leur apparition que le 8 octobre. Les vivres étaient rares et le mécontentement grand. La municipalité, pour faire face, décida alors de faire fondre les cloches pour se procurer du numéraire et de n'en laisser qu'une seule par paroisse.
De plus, la richesse des biens de l'Église à Avignon était telle qu'il sembla logique aux « patriotes » de pouvoir récupérer, dans les églises paroissiales, les couvents et les chapelles, tout l'or et l'argent des objets de culte. Cette décision permit aux partisans de l'ancien maire Richard de faire courir des bruits alarmants. Ils accusèrent les nouveaux administrateurs municipaux d'avoir détourné une malle pleine d'objets religieux et de bijoux mis en gage au Mont-de-Piété.

### Réaction des «papistes»

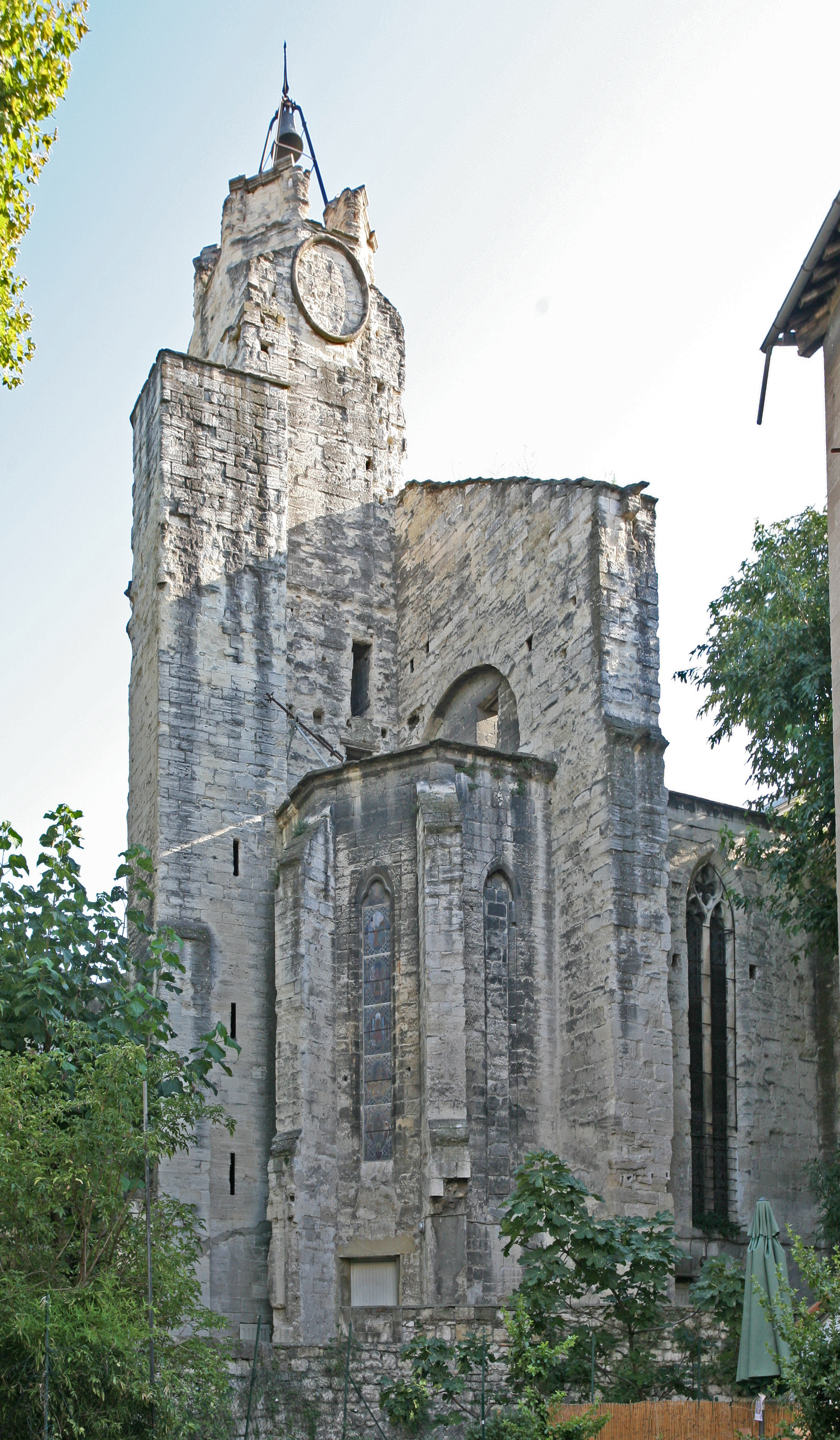
Ancienne chapelle des Cordeliers d'Avignon

Les bruits couraient donc qu'un grand coffre d'argenterie avait été aperçu en partance de la ville. Puis d'un grand coffre, ce furent rapidement dix-huit malles, de nuit. Il n'en fallut pas plus pour déclencher l'ire des partisans du maintien de l'État pontifical. La réaction fut rapide. Le 16 octobre 1791, ils firent placarder dans la ville une affiche signée d'un certain Joseph Dinetard, dénonçant le dépouillement des églises et la confiscation les cloches au nom de la « nouvelle patrie ». Il y était écrit que les « patriotes » s'étaient, de plus, emparés de cent mille francs d'argenterie au Mont-de-Piété. 
Il fut décidé de prendre les portes de la ville afin d'empêcher les « voleurs » de sortir. Ce fut fait au matin du dimanche et les clefs confisquées furent envoyées à l'abbé François-Valentin Mulot à Sorgues. 
D'autres bruits faisaient part du fait que la Vierge avait fait plusieurs apparitions dans les environs et même qu'une effigie de la Vierge aux Cordeliers, après avoir rougi, avait délivré des larmes de sang. Nombreux furent ceux qui s'y rendirent et ce fut alors un lieu de débats virulents entre les « blancs » papistes et les « rouges » révolutionnaires sur le vol qui avait été commis. Les « papistes » voulant qu'on leur rende des comptes, le patriote Lescuyer, en tant que secrétaire-greffier de la commune, fut dépêché sur place. Il monta en chaire pour essayer d'être entendu, puis, pris à partie, il fut extrait de celle-ci et alla se cogner au pied d'une statue de la Vierge. Il se releva et tenta alors de fuir par une porte qu'on venait de lui montrer mais, avant d'atteindre celle-ci, il reçut un violent coup de bâton qui le fit s'effondrer au pied de l'autel.

### Réaction de Jourdan
Aussitôt informés, Jourdan, commandant du Fort, et Duprat aîné, colonel de la garde nationale d'Avignon, tentèrent de réunir leurs troupes. Celles-ci étant dispersées, il fut décidé de faire sonner la cloche d'argent du Palais des Papes pour les alerter. Ce n'est que vers une heure de l'après-midi que Jourdan démarra son action après avoir péniblement réuni un groupe de trois cent cinquante hommes. Son premier objectif était de reprendre les portes de la ville pour bloquer toute échappatoire aux coupables. Ceci fait, après avoir laissé nombre de ses hommes, il partit avec cent cinquante hommes et deux canons pour se rendre au Couvent des Cordeliers. De par la configuration de la ville, ces deux canons semblaient être là plus pour impressionner de par le bruit des roues sur les rues pavées que pour être utilisés.
Arrivés sur place, ils dispersèrent le peu de foule qui était resté, faisant au passage plusieurs blessés. Ils trouvèrent Lescuyer gisant dans son sang, mais encore vivant, et l'emmenèrent à travers les rues d'Avignon.
Lescuyer décédé, la décision fut prise d'arrêter tous ceux qui étaient soupçonnés, de près ou de loin, d'avoir pu tremper dans cet assassinat ou d'en avoir été les complices, dont deux femmes enceintes. Comme souvent dans ce genre de situation, il y eut aussi des arrestations de personnes n'ayant aucun rapport avec l'assassinat à l'exemple de la Rapatiole, ardente patriote dont le seul tort semble avoir été de se moquer de la femme d'Agricol Minvielle.
Ceux qui avaient réussi malgré tout à franchir les portes de la ville se rendirent à Sorgues pour alerter le général Ferrier et l'abbé Mulot, mais cela ne changea rien.

### Jugement
Deux écoles de pensées s'affrontaient alors : ceux qui étaient partisans d'une extermination sans aucune forme de procès et ceux qui voulaient un procès. Jourdan choisit la seconde solution bien que Duprat fût favorable à la première.
Le procès fut donc lancé mais, peu de temps après son début, Agricol Minvielle appela au massacre au nom de la vengeance de son ami Lescuyer. Cet appel fut repris par Jourdan et Duprat, ce fut la fin du procès.

### Massacre de la Glacière

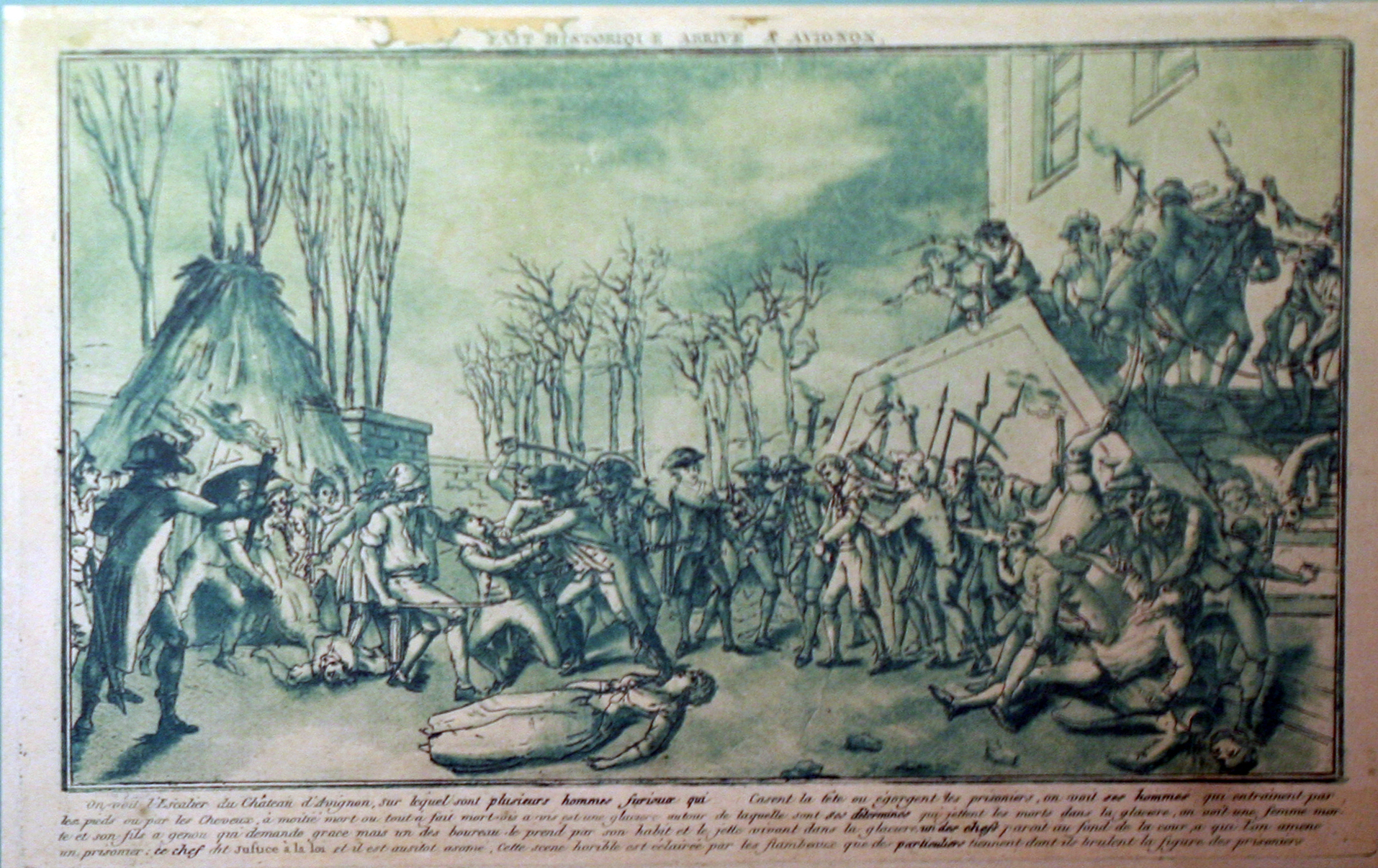
Massacre de la Glacière, hors du Palais (1792)

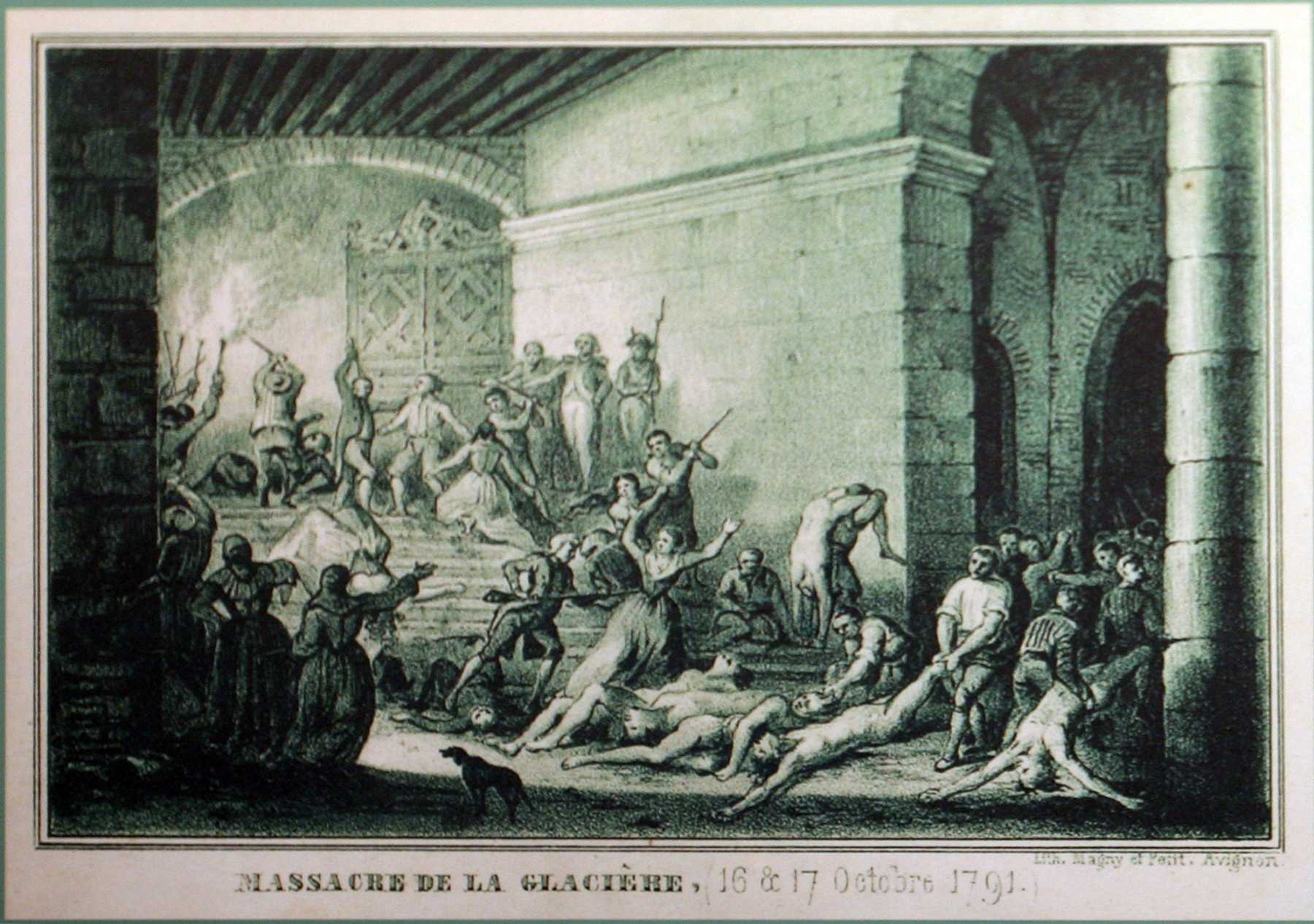
Massacre de la Glacière, à l'intérieur du Palais (1844)

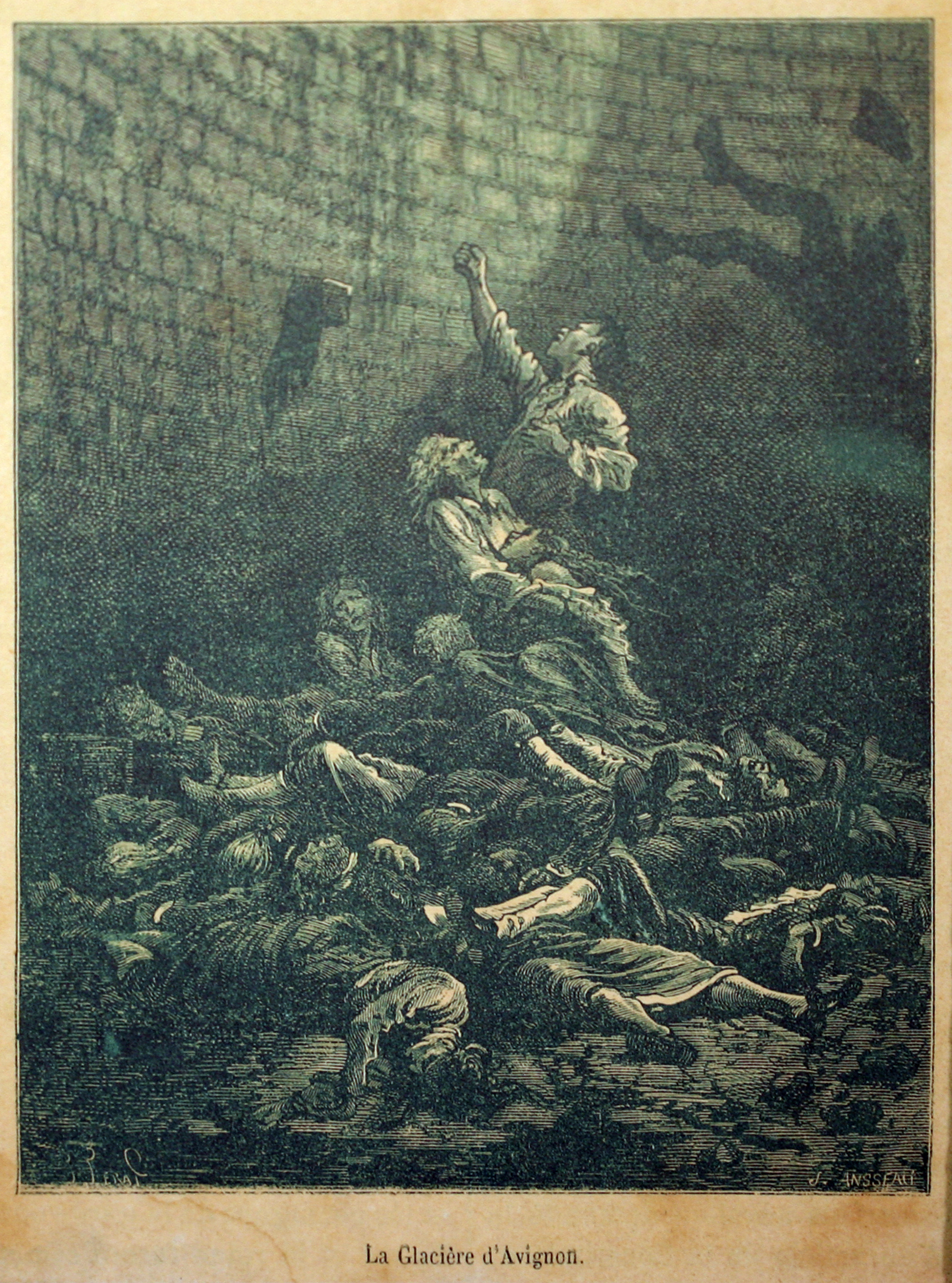
Illustration de l'intérieur de la Glacière

Dans la nuit, tous les suspects — au nombre de soixante — avaient été incarcérés dans les anciennes prisons du Palais des Papes sur ordre de Jourdan. Le fils de Lescuyer, alors âgé de seize ans, se présenta en compagnie d'un groupe de compagnons, réclama vengeance et le droit d'exécuter lui-même les assassins de son père. Le massacre commença avec l'accord de Jourdan puisque celui-ci n'intervint aucunement pour empêcher la tuerie et quitta les lieux avec Duprat, Agricol Minvielle et Tournal, un journaliste, pour souper dans une auberge des environs.
Les emprisonnés furent sortis de leurs cellules et exécutés les uns après les autres. Ce fut un véritable massacre tant les exécuteurs n'étaient pas de vrais bourreaux et n'avaient donc aucune habileté particulière à abréger les souffrances de leurs victimes. Cette absence d'ordre augmenta le nombre des victimes puisque furent aussi massacrés d'autres prisonniers arrêtés avant l'assassinat de Lescuyer, le 21 août 1791.
Face à l'amoncellement des cadavres, il fallut dégager le terrain. Il fut pratiqué une ouverture dans la tour de la Glacière afin de jeter les corps dans cette fosse. Lorsqu'il ne resta que les plus populaires, les plus difficiles à tuer, un détachement se rendit à l'auberge où soupaient Jourdan, Duprat, Agricol Minvielle et Tournal afin d'avoir l'aval de leur chef. Ce dernier approuva et le massacre put donc être poursuivi. Il semble cependant que deux femmes et un frère de quatre-vingt-dix ans furent épargnés.
Le plus souvent, ce qui se passa a été rapporté par des témoins indirects. Un des rares témoignages d'un témoin oculaire fut celui de Bénézet Piton. Ami de Jourdan, il avait été sorti de sa cellule sur ordre de celui-ci et conduit dans une arrière-cuisine du palais. C'est là que vint se reposer le fils Lescuyer, exténué par ses meurtres. Et le témoin narre que, lorsqu'on vint l'avertir qu'il restait encore trente prisonniers à exécuter, il répondit : « Qu'est-ce que cela me fait ? Mon père n'en est pas moins mort et cela ne le fera pas revenir. » Ils furent rejoints par Jourdan, vers quatre heures du matin. Le commandant du fort prit avec eux une collation puis alla se coucher en demandant d'être réveillé deux heures plus tard. Comme une forte odeur commençait à se dégager de la Glacière, les cadavres furent alors recouverts de chaux vive sur ordre personnel de Jourdan.
Parmi les témoignages de seconde main, François Boudin, garçon de salle de l’auberge Thomas où résidait le fils Lescuyer, affirma avoir recueilli ses faits et gestes de la bouche même du jeune homme. Celui-ci lui aurait confié avoir personnellement exécuté une dizaine de personnes. Épuisé, il se serait arrêté vers trois heures du matin et aurait été réveillé par les cris et les hurlements des victimes. Il sortit et vit ses acolytes en train de faire basculer les morts et les blessés dans la Glacière. Le jeune Lescuyer avait même précisé que, pour se donner du cœur à l'ouvrage, ceux-ci avaient vidé vingt bouteilles de liqueur.

### Suites de l'affaire
La municipalité voulut faire des obsèques officielles et grandioses à Nicolas Lescuyer. Dans l'après-midi du 17 octobre, une cérémonie religieuse se déroula en l'église même des Cordeliers et un cortège se déploya dans les rues d'Avignon pour l'accompagner au cimetière Saint-Roch où il fut inhumé.
Deux jours plus tard, l'Assemblée générale des citoyens actifs décida que l'église des Cordeliers serait désormais fermée au culte et son clocher démoli. Le clocher des Cordeliers fut amputé de sa flèche et de son tambour, mais la démolition s'arrêta là. L'Assemblée décréta également qu'une pension de mille deux cents livres devrait être versée à sa veuve et être réversible à son fils.
Un mois plus tard, la municipalité ordonna l'ouverture d'une brèche au bas de la tour de la Glacière afin de retirer les restes des soixante cadavres qui s'y trouvaient. La désincarcération eut lieu du 14 au 16 novembre. Le lendemain vingt caisses furent remplies et convoyées vers le cimetière Saint-Roch sous une pluie battante.
Entre-temps, jugeant inconvenant que le corps du secrétaire municipal reposât aux côtés de ceux de la Glacière, les conseillers avaient décidé de la faire transférer au cimetière du rocher des Doms. Ce transfert eut lieu vers la fin octobre et une plaque fut clouée sur le couvercle expliquant : « Ce cercueil contient le corps de l'infortuné Lescuyer massacré indignement le 16 octobre 1791 dans l'église des cordeliers sur les marches du maître-autel. On trouvera sous cette plaque trois extraits du procès-verbal dressé sur ce malheureux évènement. »
L'affaire fit grand bruit, jusqu'à Paris. Marat, dans son journal « L'Ami du Peuple », jugea que « la mort de ces scélérats n'[était] que le juste châtiment de leurs infâmes machinations » et salua les « actes de justice que les patriotes d'Avignon [avaient] été forcés d'exercer pour leur salut ». Le gouvernement révolutionnaire, qui venait de publier, le 26 octobre 1791, le décret du rattachement, dépêcha des « commissaires civils » qui furent escortés par des troupes placées sous le commandement du général Choisy (avec le 9e dragons). Arrivés sur place, ils ordonnèrent arrestations et poursuites mais, le 19 mars 1792, une amnistie générale votée par l’Assemblée législative mit un point final à l'enquête malgré l'opposition de certains députés tels que Viénot-Vaublanc.
Par la suite, Mathieu Jouve Jourdan dit « Jourdan Coupe-Tête », officiellement responsable de la tuerie, fut traduit devant le tribunal révolutionnaire, condamné à mort et guillotiné le 8 prairial de l'an II, soit le 27 mai 1794.

## Terreur avant la Terreur
À Avignon et dans toute une partie du Comtat Venaissin, le fort courant favorable à la réunion à la France avait mobilisé et la bourgeoisie marchande dont le négoce était grevé par les droits de douane et le peuple qui subissait la crise sociale et économique. Leur refus conjoint de l'administration pontificale se heurta par deux fois (le 27 août et le 20 novembre 1790) à celui de l'Assemblée constituante d'accepter leur rattachement.
Leur crainte fut attisée aussi par les évènements qui s'étaient déroulés dans la cité voisine d'Arles. Au cours de l'été 1791, dans une ambiance de terreur, Antonnelli, le maire jacobin, avait dû céder sa place au royaliste Loys. Cette conjonction explique l'arrestation par les « patriotes » avignonnais de tous ceux qui leur semblaient plus ou moins suspects d'être partisans de la contre-révolution.
Du côté des « papistes », l'application dans la cité papale, par les autorités municipales, de la loi sur la constitution civile du clergé votée le 2 décembre 1789 avait été ressentie comme une provocation. Non seulement l'archevêque Charles-Vincent Giovio, qui refusait de prêter serment, avait été destitué mais, en plus, la municipalité Richard s'était emparée des biens du clergé. Pour parachever le tout, la dissolution du chapitre de la métropole de Notre-Dame des Doms, qui s'était déroulée le 26 février 1791 sous la menace de la Garde nationale, avait attisé la haine.
Pour les historiens de la Révolution, cet épisode est impossible à intégrer dans l’enchaînement de ceux qui allaient se dérouler sur le plan national. En France, les premiers massacres furent ceux de septembre 1792. Cette affaire avignonnaise n’est donc pas à interpréter comme la première manifestation de la Terreur, mais plutôt comme le dernier épisode de la lutte entre partisans et adversaires du rattachement des États pontificaux à la France.